# Női kettesbob a 2006. évi téli olimpiai játékokon
A 2006. évi téli olimpiai játékokon a bob női kettes versenyszámát február 20-án és 21-én rendezték a Cesana Pariol pályán. Az aranyérmet a német Sandra Kiriasis–Anja Schneiderheinze-páros nyerte meg. A versenyszámban nem vett részt magyar páros.

## Eredmények
A verseny négy futamból állt. A négy futam időeredményének összessége határozta meg a végső sorrendet. Az időeredmények másodpercben értendők. A futamok legjobb időeredményei vastagbetűvel olvashatóak.
| Helyezés | Csapat                                                       | 1.      | 2.         | 3.    | 4.    | Össz.         |
| -------- | ------------------------------------------------------------ | ------- | ---------- | ----- | ----- | ------------- |
| Arany    | Németország (GER)-1 · Sandra Kiriasis · Anja Schneiderheinze | 57,16   | 57,77      | 57,34 | 57,71 | 3:49,98       |
| Ezüst    | Egyesült Államok (USA)-1 · Shauna Rohbock · Valerie Fleming  | 57,37   | 57,65      | 57,78 | 57,89 | 3:50,69       |
| Bronz    | Olaszország (ITA)-1 · Gerda Weissensteiner · Jennifer Isacco | 57,50   | 57,67      | 57,71 | 58,13 | 3:51,01       |
| 4.       | Kanada (CAN)-1 · Helen Upperton · Heather Moyse              | 57,37   | 57,77      | 58,09 | 57,83 | 3:51,06       |
| 5.       | Németország (GER)-2 · Susi Erdmann · Nicole Herschmann       | 57,26   | 57,75      | 58,04 | 58,27 | 3:51,32       |
| 6.       | Egyesült Államok (USA)-2 · Jean Prahm · Vonetta Flowers      | 57,97   | 57,67      | 57,81 | 58,33 | 3:51,78       |
| 7.       | Oroszország (RUS) · Viktorija Tokovaja · Nagyezsda Orlova    | 57,64   | 57,72      | 58,44 | 58,13 | 3:51,93       |
| 8.       | Svájc (SUI)-1 · Maya Bamert · Martina Feusi                  | 57,72   | 57,78      | 58,00 | 58,54 | 3:52,04       |
| 9.       | Nagy-Britannia (GBR) · Nicola Minichiello · Jackie Davies    | 57,78   | 57,49      | 58,41 | 58,48 | 3:52,16       |
| 10.      | Svájc (SUI)-2 · Sabina Hafner · Cora Huber                   | 57,86   | 57,92      | 58,73 | 58,35 | 3:52,86       |
| 11.      | Hollandia (NED)-2 · Eline Jurg · Kitty van Haperen           | 58,05   | 58,08      | 58,42 | 58,35 | 3:52,90       |
| 12.      | Olaszország (ITA)-2 · Jessica Gillarduzzi · Fabiana Mollica  | 58,26   | 57,77      | 58,38 | 58,55 | 3:52,96       |
| 13.      | Kanada (CAN)-2 · Suzanne Gavine-Hlady · Jamie Cruickshank    | 58,49   | 57,86      | 58,65 | 58,82 | 3:53,82       |
| 14.      | Ausztrália (AUS) · Astrid Loch-Wilkinson · Kylie Reed        | 58,53   | 58,85      | 59,00 | 58,73 | 3:55,11       |
| 15.      | Japán (JPN) · Hino Manami · Nagaoka Csiszato                 | 59,41   | 58,80      | 59,51 | 59,77 | 3:57,49       |
| –        | Hollandia (NED)-1 · Ilse Broeders · Jeanette Pennings        | 1:00,13 | nem indult | –     | –     | nem ért célba |